# Mika Poutala
Mika Poutala (Helsinki, 20 juni 1983) is een Fins voormalig langebaanschaatser. Hij was gespecialiseerd in de korte schaatsafstanden.

## Biografie
Poutala baarde op 8 december 2007 opzien tijdens de vierde wereldbekerwedstrijd van het seizoen in Heerenveen door met een T-shirt om zijn hoofd geknoopt aan de start te verschijnen. Vlak voor de 500 meter start haalde hij het T-shirt van zijn hoofd en wierp hij het textiel het publiek in. Een dag later maakte hij bij de 1000 meter start wederom indruk door voorafgaand aan de start een buikschuiver op het ijs in te zetten.
Tijdens een interview dat Sportweek 4 december 2008 publiceerde, gaf Poutala aan "religieus ingesteld" te zijn en "de boodschap" wil overbrengen. Dit doet de sprinter ook op muzikaal vlak: hij is onder de naam Plastic in Finland bekend als rapper. Op zijn pak staat de naam van zijn kerk Saalem, een multiculturele kerk.
Op 7 december 2016 presenteerde Poutala zijn biografie What It takes to succeed in het vernieuwde Thialf. Op 23 februari 2018, tijdens de 1000 meter op de Olympische Spelen, baarde Poutala opzien op het gebied van sportiviteit: bij een lastige wissel verleende hij Kjeld Nuis, die voorrang had, vrije doorgang. Nuis was mede daardoor in staat de winnende tijd te rijden.
In mei 2018 nam Poutala afscheid van het professionele langebaanschaatsen.

## Persoonlijk records
| Afstand      | Tijd     | Datum            | Baan           |
| ------------ | -------- | ---------------- | -------------- |
| 500 meter    | 34,17    | 8 december 2017  | Salt Lake City |
| 1000 meter   | 1.07,24  | 13 december 2009 | Salt Lake City |
| 1500 meter   | 1.49,59  | 12 november 2005 | Calgary        |
| 3000 meter   | 3.57,73  | 15 november 2002 | Erfurt         |
| 5000 meter   | 6.55,56  | 17 november 2002 | Erfurt         |
| 10.000 meter | 15.16,59 | 16 december 2001 | Seinäjoki      |

## Resultaten
| Jaar | EK Allround | EK Sprint | EK Afstanden    | WK Sprint | WK Afstanden       | Olympische Spelen  | Wereldbeker                  | WK Junioren |
| ---- | ----------- | --------- | --------------- | --------- | ------------------ | ------------------ | ---------------------------- | ----------- |
| 2000 |             |           |                 |           |                    |                    |                              | NC37        |
| 2001 |             |           |                 |           |                    |                    |                              | NC21        |
| 2002 |             |           |                 |           |                    |                    |                              | 13e         |
| 2003 | NC17        |           |                 |           |                    |                    | 45e 500m 50e 1000m           |             |
| 2004 | NC17        |           |                 | 18e       | 17e 500m           |                    | 31e 500m 25e 1000m 43e 1500m |             |
| 2005 |             |           |                 | 20e       | 13e 500m           |                    | 31e 100m 30e 500m 23e 1000m  |             |
| 2006 |             |           |                 | 19e       |                    | 22e 500m 26e 1000m | 100m · 11e 500m · 32e 1000m  |             |
| 2007 |             |           |                 | 15e       | 10e 500m 20e 1000m |                    | 7e 100m 16e 500m 30e 1000m   |             |
| 2008 |             |           |                 | 6e        | 6e 500m 9e 1000m   |                    | 100m · 5e 500m · 10e 1000m   |             |
| 2009 |             |           |                 | 6e        | 4e 500m 10e 1000m  |                    | 4e 500m 15e 1000m            |             |
| 2010 |             |           |                 | 6e        |                    | 5e 500m 8e 1000m   | 500m · 7e 1000m              |             |
| 2011 |             |           |                 | NC39      | 4e 500m            |                    | 20e 500m 42e 1000m           |             |
| 2012 |             |           |                 | 4e        | 7e 500m 15e 1000m  |                    | 13e 500m 22e 1000m           |             |
| 2013 |             |           |                 | 7e        | 14e 500m           |                    | 15e 500m 20e 1000m           |             |
| 2014 |             |           |                 |           |                    | 29e 500m           | 22e 500m 28e 1000m           |             |
| 2015 |             |           |                 | 6e        | 17e 500m           |                    | 18e 500m 32e 1000m           |             |
| 2016 |             |           |                 | 6e        | 4e 500m 10e 1000m  |                    | 4e 500m 12e 1000m            |             |
| 2017 |             | 6e        |                 | 5e        | 18e 500m 21e 1000m |                    | 8e 500m 8e 1000m             |             |
| 2018 |             |           | 500m · 5e 1000m | 5e        |                    | 4e 500m 16e 1000m  | 5e 500m 6e 1000m             |             |

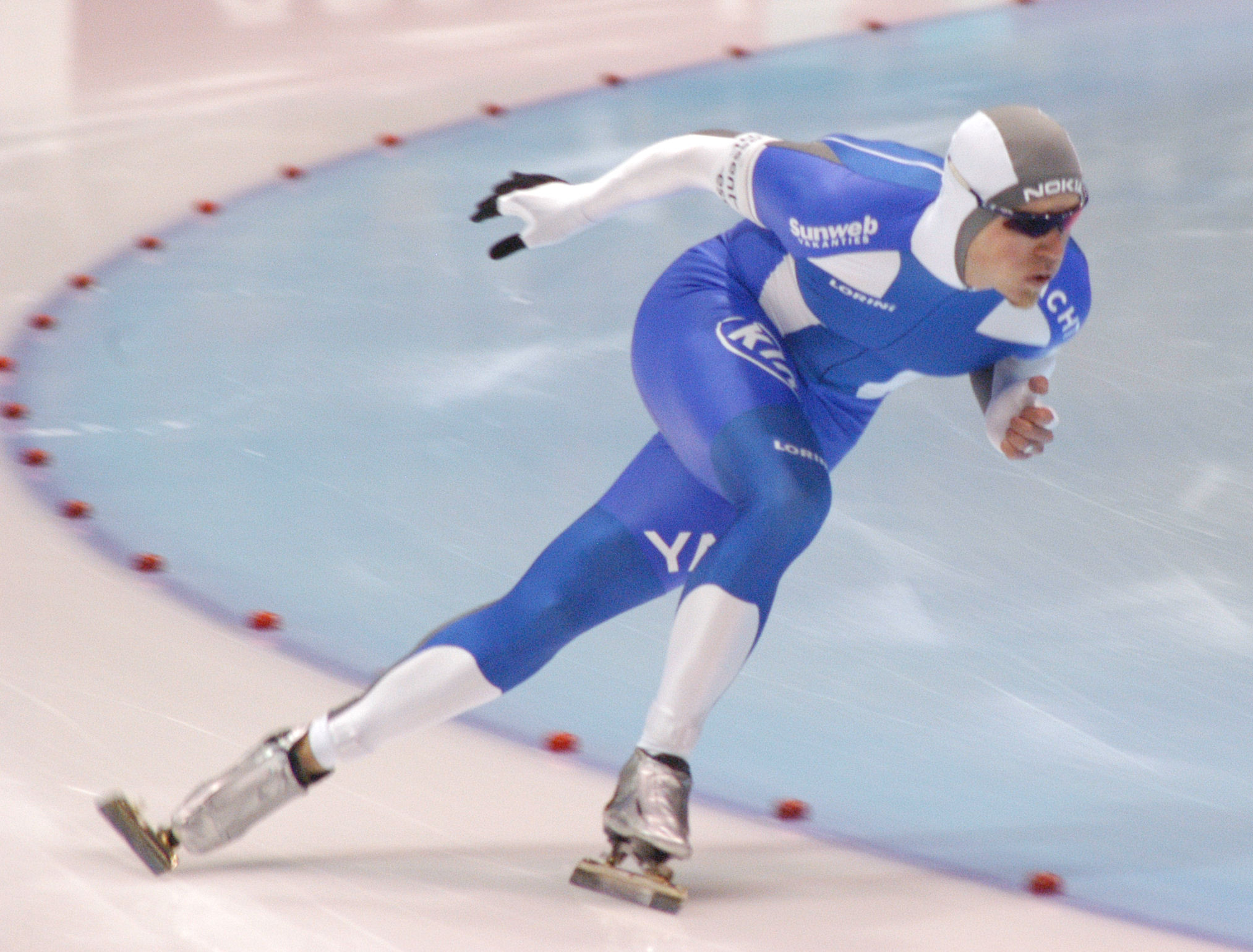
Poutala tijdens een 1000 meter wedstrijd (december 2007)

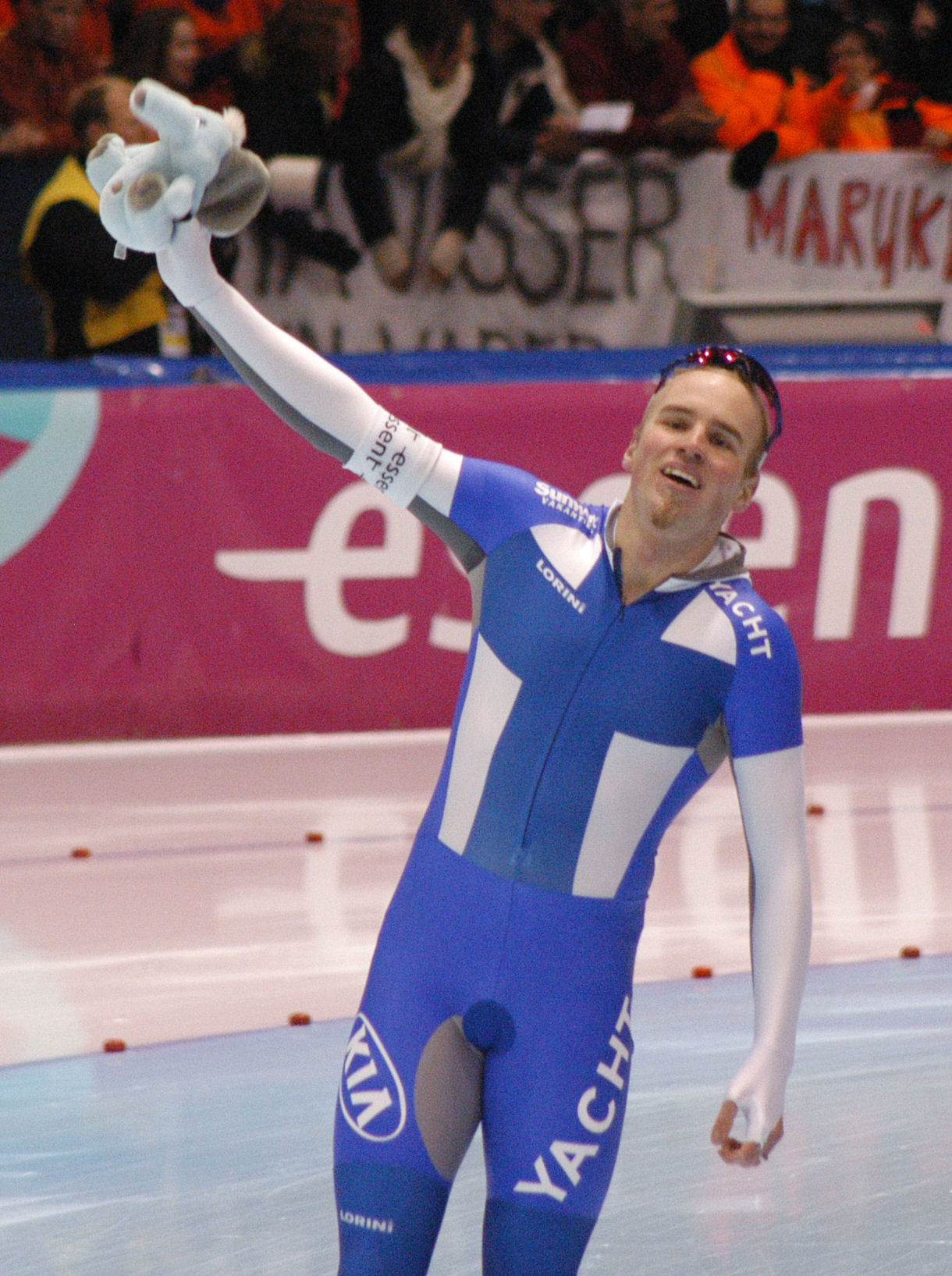
Poutala na een 1000 meter wedstrijd (december 2007)

NC# = niet gestart op de vierde afstand, maar wel als # geklasseerd in de eindrangschikking

### Wereldbekerwedstrijden
| Jaar | 500m                                                 | 1000m                                         | 1500m                    | 5k/10k               | Achtervolging |
| ---- | ---------------------------------------------------- | --------------------------------------------- | ------------------------ | -------------------- | ------------- |
| 2002 | -, -, -, -, -, -, -, -, -, 13e                       |                                               |                          | -, -, -, -, -, 19e   |               |
| 2003 | -, -, -, -, -, -, -, 12e, -, 29e#, -, 2e             | -, -, -, -, -, -, 17e, -, 4e                  | -, 30e, -, 21e, 15e, 20e | 23e, 53e, -, -, -, - | 13e           |
| 2004 | 26e, 31e, 9e, 5e, 6e, 4e, 4e, 12e, 4e, 2e, 8e, -     | 31e, 22e, 12e, 4e, 3e, 4e, 1e, 20e            | 28e, 16e, 14e, 22e, -    |                      | 8e, -         |
| 2005 | 39e, 31e, 14e, 10e, 18e, 7e, 3e, 1e, -, -            | 29e, 28e, 6e, 2e, 20e, 19e, 4e, 1e, -         |                          |                      |               |
| 2006 | 28e, 33e, 12e, 5e, 1e, 19e, 5e, 6e, 5e, 10e, 8e, 15e | 36e, 30e, 13e, -, 15e, 10e, dnf, -, , 20e     | 25e, -, -, -, -          |                      |               |
| 2007 | 20e, 28e, -, -, 5e, 2e, 20e, 20e, 13e, dq, , 11e     | 29e, -, -, 7e, , 17e, 18e, -, -, 23e          |                          |                      |               |
| 2008 | 10e, 6e, 8e, , 10e, 4e, 5e, 9e, 7e, , 5e, 7e, 5e, 4e | 11e, 17e, 14e, 8e, 7e, 12e, 5e, 10e, 17e, 10e |                          |                      |               |
| 2009 | 6e, , 4e, 4e, 6e, 5e, 7e, 6e, 5e, 4e, 14e, 16e, 7e   | 13e, 10e, 18e, 11e, 12e, 10e, 9e, 9e, -, 12e  |                          |                      |               |
| 2010 | 4e, 5e, 6e, 4e, , , 8e                               | 10e, 9e, 9e,                                  |                          |                      |               |

cursief = B-groep, - = geen deelname, dnf = niet gefinisht, dq = gediskwalificeerd, * = 10.000m, # = 100m 